# Tengger Kidul
Tengger Kidul is een bestuurslaag in het regentschap Kediri van de provincie Oost-Java, Indonesië. Tengger Kidul telt 2947 inwoners (volkstelling 2010).